# Gyrocollema
Gyrocollema — рід грибів родини Lichinaceae. Назва вперше опублікована 1929 року.